# 티록신

티록신

티록신(영어: thyroxine, C15H11I4NO4)은 체내의 여러 가지 화학 반응을 촉진시켜 주는 호르몬이다. 과잉으로 분비되면 바제도병이 발병하고, 결핍될 경우 고콜레스테롤혈증과 크레틴병, 점액부종(myxedema)이 발병한다.

## 같이 보기
- TSH